# Pyramides chinoises
La Chine compte de très nombreux tumulus de forme pyramidale, appelés pyramides chinoises par les premiers Européens à les avoir découverts. La plupart sont situés dans un rayon de 100 km autour de la ville de Xi'an, chef-lieu de la province de Shaanxi, en Chine centrale. Ils ont longtemps fait l'objet de controverses, en raison notamment du souci de secret des autorités chinoises, et de leur mauvais état de conservation qui les rend souvent semblables à de simples buttes naturelles.

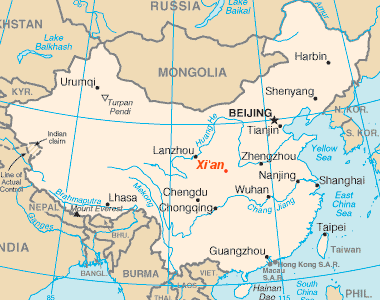
Localisation de la ville de Xi'an.

## Découverte par les Occidentaux
En 1667, le père jésuite Athanasius Kircher évoque les pyramides chinoises dans son ouvrage China Monumentis Illustrata.
En 1741, Antoine Banier dans son Histoire générale des cérémonies religieuses de tous les peuples du monde, représentées en 243 figures dessinées de la main de Bernard Picard ; avec des explications historiques et curieuses par M. l'abbé Banier et par M. l'abbé Le Mascrier, citant le père Athanasius Kircher, évoque les pyramides chinoises.
L'existence de « pyramides » en Chine est restée confidentielle dans le monde occidental jusque dans les années 1910. Elles furent découvertes en grand nombre autour de Xi'an, d'une part en 1912 par Fred Meyer Schroder et Oscar Maman, et d'autre part en 1913 par la Mission Segalen.
En 1945, un pilote américain du nom de James Gaussman a pris dans les Monts Qinling une photographie aérienne de ce qu'il qualifia de « grande pyramide blanche », qu'il n'a pas été possible d'identifier ni de situer avec certitude jusqu'à présent. Cette photo fut publiée par le New York Times le 18 mars 1947.
Il fallut attendre encore une cinquantaine d'années (1994) pour qu'un occidental, l'écrivain et chercheur allemand Hartwig Hausdorf (de), obtienne une autorisation de visite. Dans son livre Die Weisse Pyramide (traduit en anglais sous le titre The Chinese Roswell), il se servit de l'existence des pyramides pour étayer ses théories sur de supposées visites d'extra-terrestres dans ces régions.

## Connaissances actuelles
Ces « pyramides » sont des tumuli abritant la sépulture d'une haute personnalité. Ils sont situés pour la plupart dans la province du Shaanxi, dans la vallée de la rivière Wei. Les plus grands d'entre eux, au nombre de 65, sont les sépultures des empereurs ; les sépultures des impératrices, princes, princesses ou hauts fonctionnaires sont de plus petite taille ; on en dénombre plus de 200.
Certaines de ces « pyramides » sont des collines naturelles, dans lesquelles on a creusé une chambre funéraire accessible par un tunnel. La plus grande d'entre elles est celle de l'empereur Taizong (599-649).
Les plus nombreuses sont des monticules construits en terre. Les plus grandes sont la sépulture de l'empereur Qin Shi Huang (v.259-210 av. J.-C.), de près de 350 m de côté et d'environ 50 m de hauteur, et celle de l'empereur Wudi (156-87 av. J.-C.), d'environ 230 m de côté et près de 50 m de hauteur ; la « grande pyramide blanche » dont parle James Gaussman serait probablement cette dernière. En raison de l'érosion naturelle, et de l'activité destructrice des paysans alentour, elles sont souvent en mauvais état de conservation, et, pour les plus petites, parfois difficiles à distinguer de simple buttes sans forme particulière.
La politique chinoise en matière de patrimoine privilégie la conservation et la restauration des sites visibles et limite les fouilles au maximum, encouragée à la prudence par des expériences négatives du passé. En effet, certains objets découverts dans les années 1950 et 1960, dont des soieries, ont été endommagés du fait de l’insuffisance des techniques de conservation. D’autres découvertes ont été détruites lors de la révolution culturelle, comme la dépouille de l’empereur Wanli (1563-1620).

## Principales pyramides-tumuli

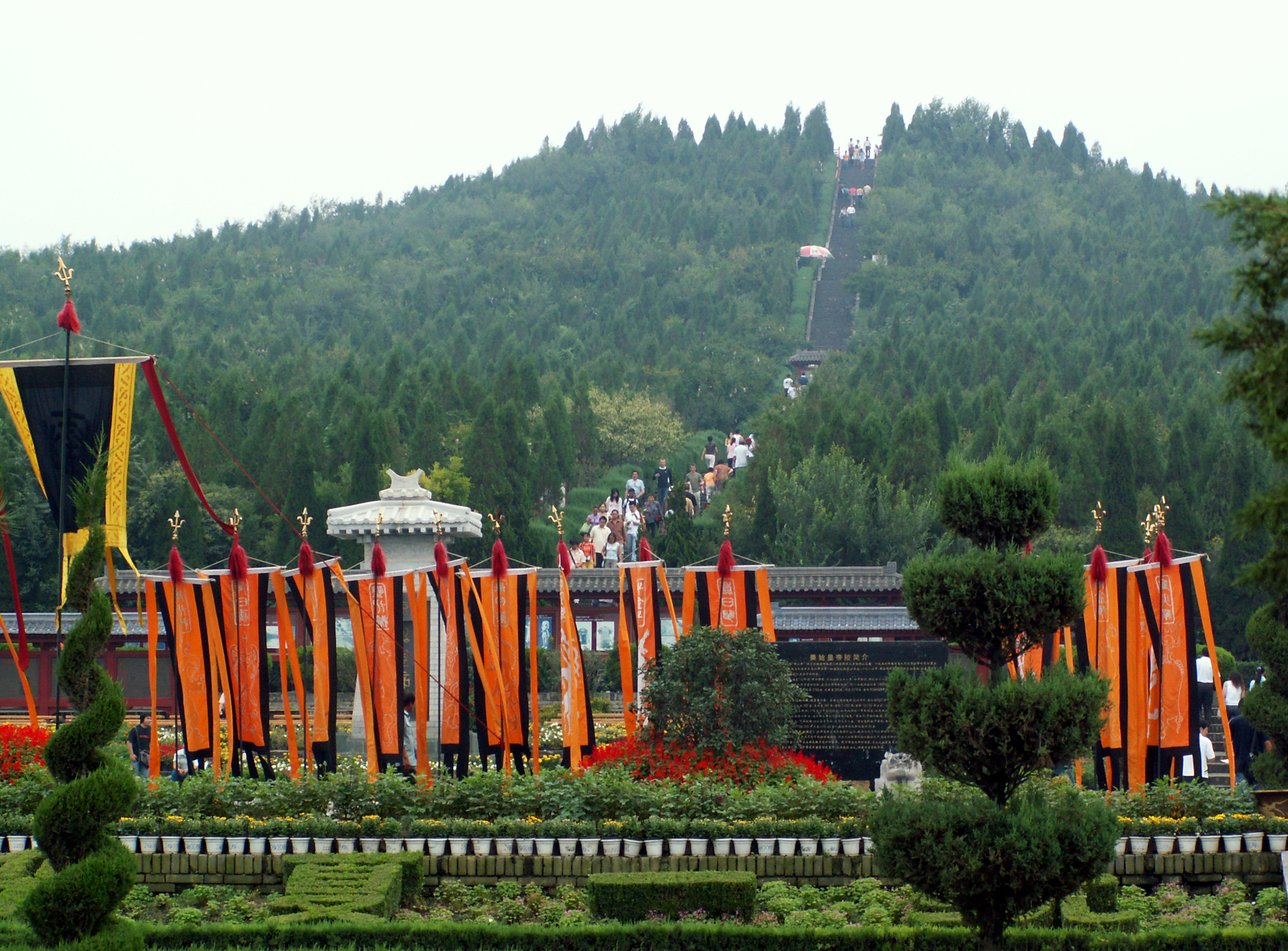
Mausolée de l'empereur Qin.

- Pyramides-tumuli du Shaanxi, les plus nombreuses. Beaucoup ont été découvertes dans un rayon d’une centaine de kilomètres autour de Xi'an, ancienne capitale de la Chine (avec Luoyang au Henan). Près de soixante-dix empereurs y eurent leur résidence principale ; les tombeaux royaux et aristocratiques, typiquement sous forme de tumulus, y sont donc extrêmement nombreux. Beaucoup restent à découvrir et la plupart à explorer[3].
  - Mausolée de l'empereur Qin, premier empereur de Chine
  - Maoling (茂陵) près de Xianyang, site des tombeaux de Han Wudi et de quelques membres de sa famille ou fidèles
  - Les dix-huit mausolées des empereurs Tang (唐十八陵) dans la vallée de la Wei au nord des monts Qinling ; certains sont parmi les plus grands mausolées chinois, comme Qianling (乾陵), tombeau commun de l’empereur Gaozong et de l'impératrice Wu Zetian ; il s’agit d’une colline naturelle façonnée par l'homme pour lui donner une forme régulière.
  - Tumulus de Huangdi situé à Qiaoshan (橋山) dans le district de Huangling (Yan'an). Le temple où le « père de la civilisation chinoise » fait l’objet d’un culte officiel depuis le VIIe siècle, restauré sous les Ming, se prétend construit au-dessus de son tumulus funéraire. Aucune tentative n’a été faite pour vérifier cette assertion.

- Pyramides-tumuli du Shandong

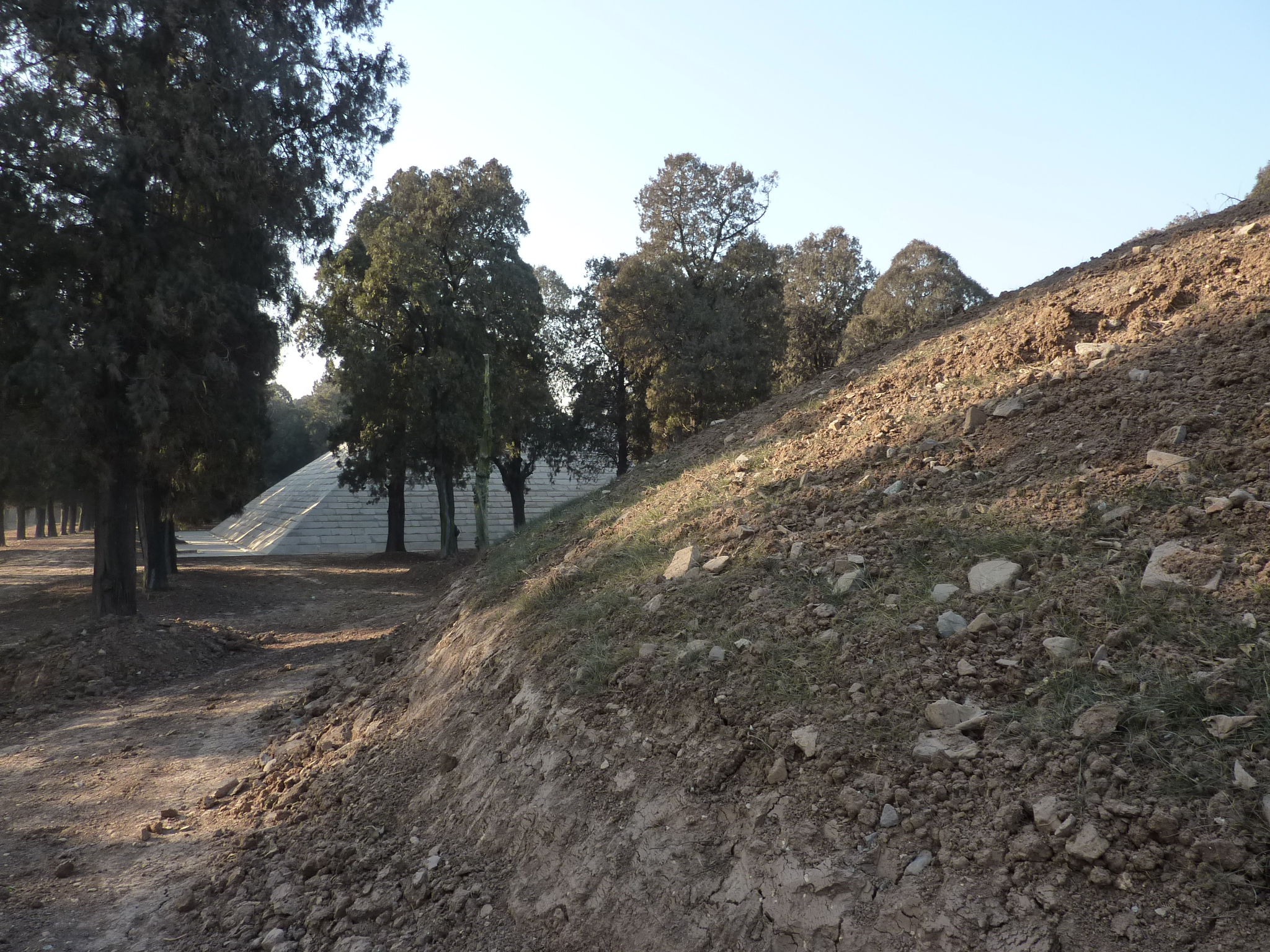
Tumulus et pyramide de Shaohao.

  - Tumuli des ducs Tian de Qi (齊田王陵) près de Zibo. Deux tumuli situés près du mont Dingzushan (鼎足山) seraient, selon la tradition, les tombeaux des ducs Huan et Jing (景公) des VIIe et Ve siècles av. J.-C., mais les archéologues contemporains proposent plutôt comme occupants des souverains du IVe, le comte Yan (齊田侯剡) et le duc Huan (桓公午) du clan Tian. Quatre autres tumuli se trouvent près du mont Nanshan (南山) et seraient les mausolées des ducs-rois Wei (威王), Xuan (宣王), Min (閔王) et Xiang (襄王) du IIIe siècle av. J.-C. Les tumuli sont alignés selon les orients, au nord se situent d’autres tombes que l’on pense être celles des reines et des ministres
  - Tumulus de Shaohao à l’est de Qufu. Bien que l'identité exacte de son propriétaire soit incertaine, il est considéré de longue date comme le tombeau de ce roi légendaire et comporte depuis le XIe siècle un temple où un culte lui est rendu.

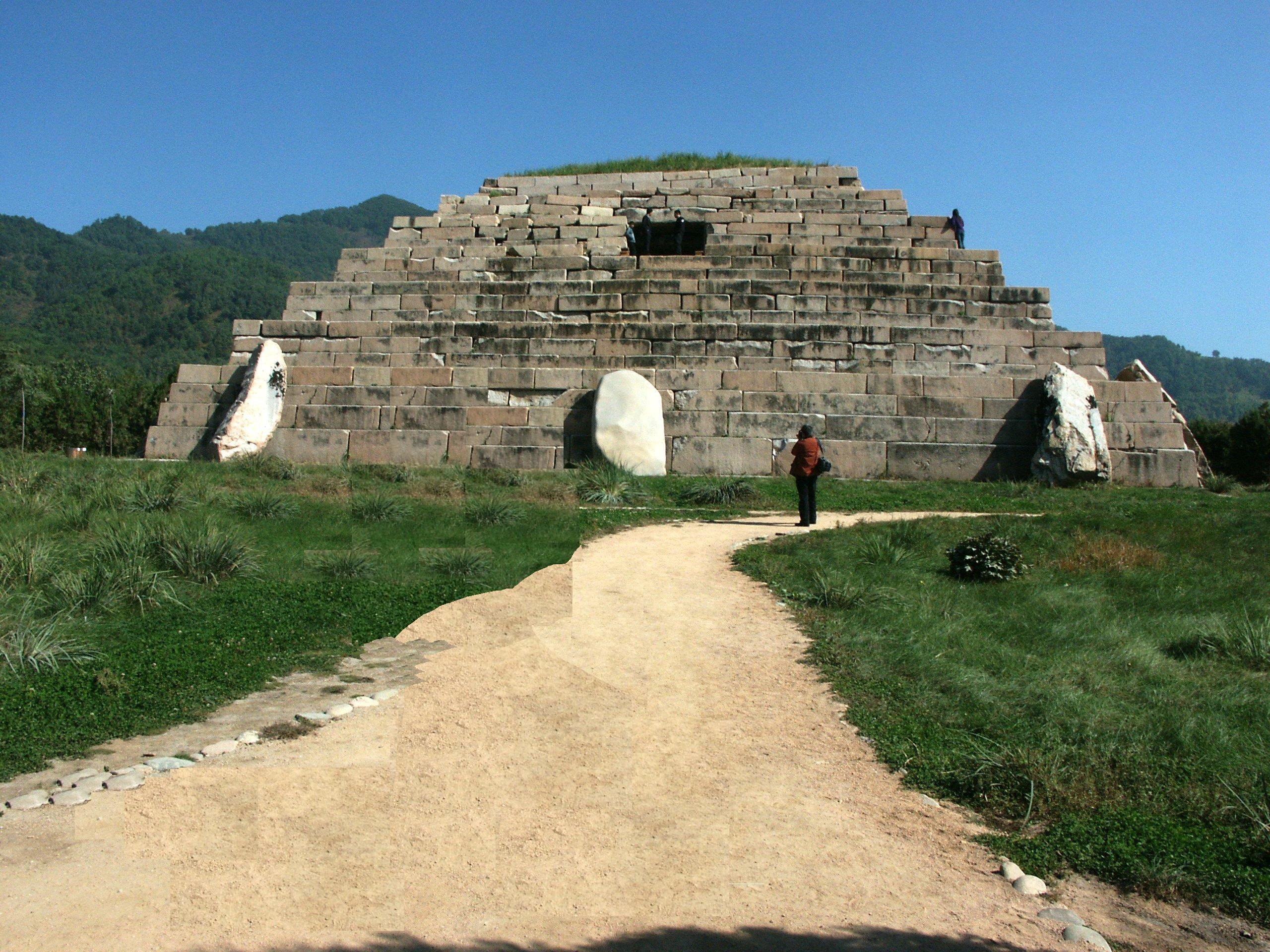
Tombeaux de l'ancien royaume de Koguryo.

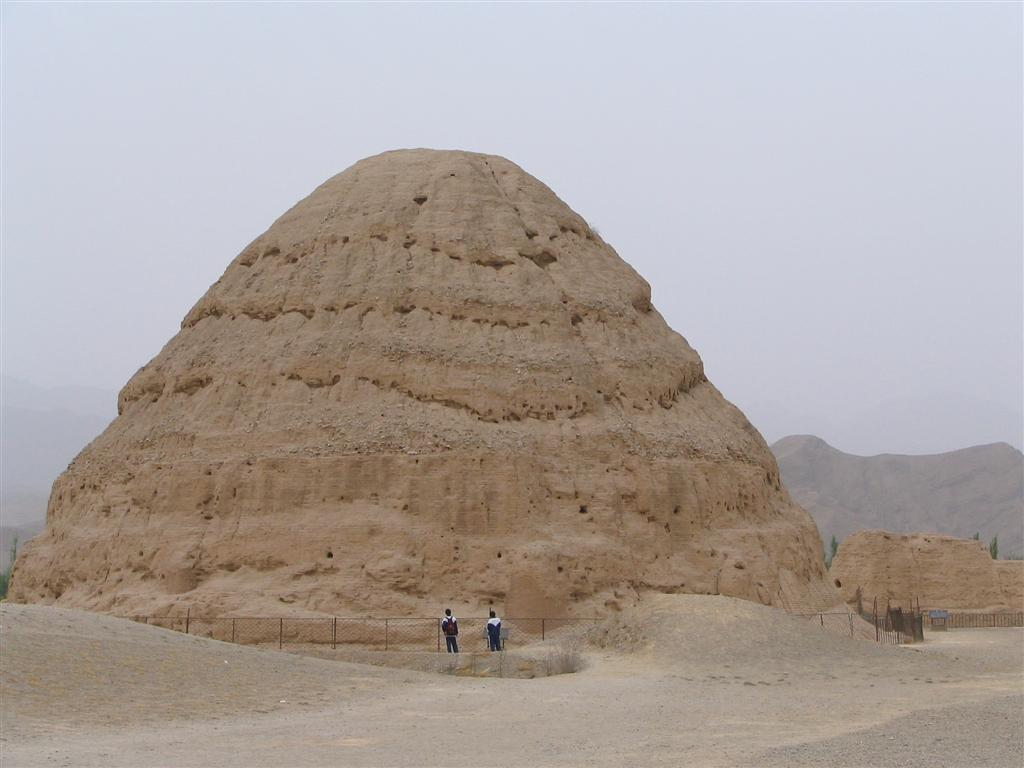
Tombe royale des Xixia.

- Pyramides-tumuli du nord-est (Jilin, Liaoning, Mongolie-Intérieure)
  - Située dans la banlieue est de Ji'an dans le Jilin, la pyramide en pierre de Zangkunchong (prononciation coréenne) ou Jiangjunzhong (mandarin 將軍塚) est la plus connue des tombes royales du Koguryŏ situées sur le territoire chinois. Ces 14 pyramides (sépultures royales) et 26 tumuli (sépultures aristocratiques) font partie des vestiges de l’ancien royaume de Koguryo inscrits au patrimoine mondial. Jiangjunzhong, nom sous lequel elle est généralement connue, signifie « tombe du général », mais elle appartiendrait au roi Chansu (cor. 장수왕 ch. 長壽王) (413~ 491). À proximité se trouve la pyramide dite Taiwangling (太王陵) attribuée au roi Kwanggaet'o Wang (cor. 광개토태왕; ch. 廣開土太王) (391-413), deux fois plus grande mais en mauvais état[4].
- Pyramides-tumuli du nord-ouest
  - Tumuli du royaume tangoute des Xixia, situés près de Yinchuan au Ningxia ; on compte 204 tombes dont 9 royales.

## Tumulus préhistoriques
- Tumulus attribués à la culture de Hongshan (紅山, 4700-2900 av. J.-C.)
  - Tumulus funéraires et pyramide (fonction inconnue) du site de Niuheliang (牛河粱) découvert en 1981 aux confins du district de Jianping (Chaoyang, ouest du Liaoning). À proximité se trouvent des vestiges d’aires et constructions cultuelles où ont été retrouvées des effigies féminines. Niuheliang est sur la liste des candidats au patrimoine mondial[5].
  - Pyramide de Sijiazi (四家子) découverte en 2001 en Mongolie-Intérieure sur le territoire de la tribu Aohan (熬漢旗). À son sommet se trouvent des tombes et un autel[6].

### Quelques coordonnées
- Coordonnées de trois pyramides de la région de Xi'an :
  - 34° 20′ 18″ N, 108° 34′ 12″ E
  - 34° 23′ 53″ N, 108° 42′ 46″ E
  - 34° 21′ 42″ N, 108° 38′ 27″ E